# Форминга

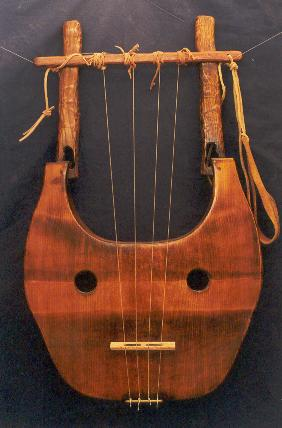
Форминга (реконструкция)

Форми́нга, правильней фо́рминга (др.-греч. φόρμιγξ) — древнегреческий струнный щипковый инструмент, считается древнейшим из семейства греческих лирообразных.
Во время игры формингу держали с помощью перевязи, которая перекидывалась через плечо. Форминга передавала ясные, простые, возвышенные настроения и, не отличаясь разнообразием, звучностью и живостью, подходила к эпическому складу песни; оттого она считалась инструментом Аэдов и была посвящена Аполлону. Со времени Терпандра форминги, по преданию, делались с семью струнами. Снабжалась разнообразными украшениями. 

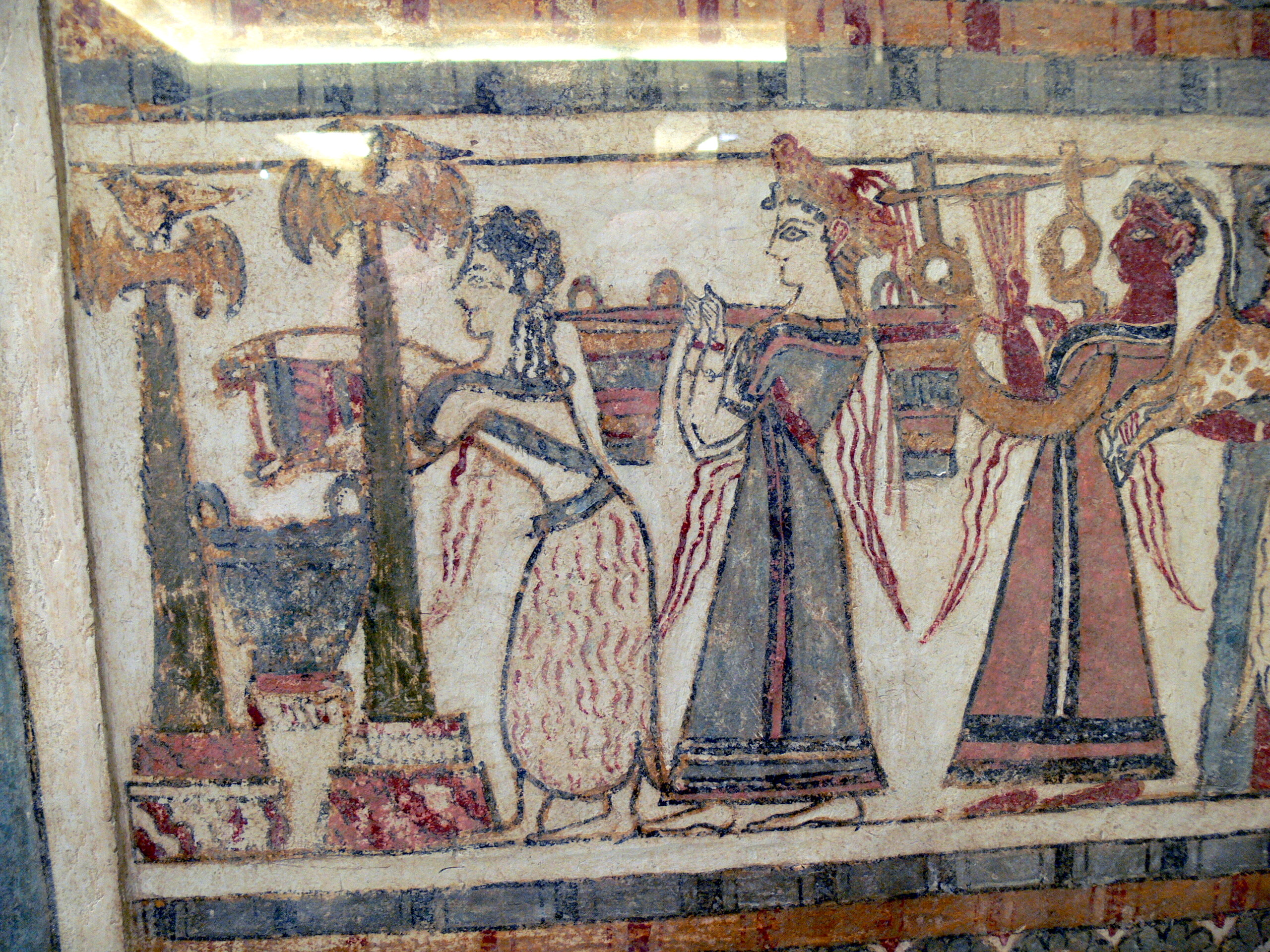
Изображение форминги на саркофаге Святой Триады, XIV век до н. э.. Археологический музей Ираклиона

Одно из первых известных изображений форминги — на так называемом саркофаге из Агия-Триады (минойского поселение на Крите), который выставлен в Археологическом музее Ираклиона. Саркофаг использовался во время микенской оккупации Крита (ок. 1400 до н. э.).
В классическую эпоху форминга была вытеснена кифарой.